# Адміністративний устрій Тлумацького району
Адміністративний устрій Тлумацького району — адміністративно-територіальний устрій Тлумацького району Івано-Франківської області на 1 міську та 1 сільську громади, 1 селищну раду та 16 сільських рад, які об'єднують 59 населених пунктів і підпорядковані Тлумацькій районній раді. Адміністративний центр — місто Тлумач.

## Список громадТлумацького району
- Олешанська сільська громада
- Тлумацька міська громада

## Список радТлумацького району
| №  | Назва                        | Центр        | Населені пункти                                              | Площа км² | Місце за площею | Населення (2001), осіб. | Місце за населенням |
| -- | ---------------------------- | ------------ | ------------------------------------------------------------ | --------- | --------------- | ----------------------- | ------------------- |
| 1  | Обертинська селищна рада     | смт Обертин  | смт Обертин с. Гончарів                                      | 12.3      | 26              | 3928                    | 2                   |
| 2  | Гавриляцька сільська рада    | с. Гавриляк  | с. Гавриляк                                                  | 10.2      | 30              | 594                     | 33                  |
| 3  | Гарасимівська сільська рада  | с. Гарасимів | с. Гарасимів                                                 | 28.8      | 7               | 1436                    | 14                  |
| 4  | Грушківська сільська рада    | с. Грушка    | с. Грушка с. Мельники                                        | 23.6      | 10              | 1895                    | 7                   |
| 5  | Живачівська сільська рада    | с. Живачів   | с. Живачів                                                   | 28.7      | 8               | 1085                    | 21                  |
| 6  | Жуківська сільська рада      | с. Жуків     | с. Жуків с. Олещин                                           | 36.3      | 1               | 1845                    | 8                   |
| 7  | Ісаківська сільська рада     | с. Ісаків    | с. Ісаків                                                    | ?         | ?               | 875                     | 27                  |
| 8  | Кутищенська сільська рада    | с. Кутище    | с. Кутище с. Грабичанка с. Лиса Гора                         | 19.1      | 15              | 1532                    | 9                   |
| 9  | Нижнівська сільська рада     | с. Нижнів    | с. Нижнів с. Бушкалик с. Купелів с. Смерклів                 | 31.9      | 5               | 2318                    | 4                   |
| 10 | Олешівська сільська рада     | с. Олешів    | с. Олешів с. Антонівка с. Буківна                            | 23        | 11              | 1231                    | 17                  |
| 11 | Палагицька сільська рада     | с. Палагичі  | с. Палагичі с. Гончарівка с. Локітка с. Попелів              | 27.3      | 9               | 2589                    | 3                   |
| 12 | Петрилівська сільська рада   | с. Петрилів  | с. Петрилів с. Вільне с. Діброва с. Золота Липа с. Новосілка | 29.7      | 6               | 1515                    | 10                  |
| 13 | Петрівська сільська рада     | с. Петрів    | с. Петрів с. Сокирчин                                        | 35.3      | 2               | 1447                    | 13                  |
| 14 | Підвербцівська сільська рада | с. Підвербці | с. Підвербці                                                 | ?         | ?               | 755                     | 30                  |
| 15 | Хотимирська сільська рада    | с. Хотимир   | с. Хотимир с. Жабокруки                                      | 34.3      | 4               | 1362                    | 16                  |
| 16 | Яківська сільська рада       | с. Яківка    | с. Яківка                                                    | 11.7      | 28              | 1480                    | 12                  |

* Примітки: м. — місто, смт — селище міського типу, с. — село, с-ще — селище